# Хуэйцзи
Хуэйцзи́ (кит. упр. 惠济, пиньинь Huìjì) — район городского подчинения городского округа Чжэнчжоу провинции Хэнань (КНР).

## История
Исторически эти места входили в состав уезда Синцзэ (荥泽县), образованного ещё при империи Суй. В 1931 году уезд Синцзэ был объединён с уездом Хэинь (河阴县) в уезд Гуанъу (广武县). В 1948 году уезды Гуанъу и Сышуй (汜水县) были объединены в уезд Чэнгао (成皋县). В 1953 году эти земли были переданы из уезда Чэнгао в состав Пригородного района (郊区) Чжэнчжоу.
В 1987 году были расформированы Пригородный район и район Цзиньхай (金海区), и создан район Маншань (邙山区). В 2004 году район Маншань был переименован в Хуэйцзи.

## Административное деление
Район делится на 6 уличных комитетов и 2 посёлка.